# Vasco Ascolini
Vasco Ascolini (né le 10 mai 1937 à Reggio d'Émilie, en Émilie-Romagne) est un photographe italien contemporain.

## Biographie
Vasco Ascolini commence son activité photographique au milieu des années 1960. Il affirme très vite un style personnel grâce aux études de la photographie aux États-Unis et à l'université de Parme.
Il collabore de 1973 à 1990 avec le Théâtre Municipal Romolo Valli de Reggio Emilia, ce qui lui permet de se familiariser avec la photographie de théâtre. Les photographies du spectacle de Lindsay Kemp (1979) définies par la critique comme « hautainement expressives » sont une référence de ce travail. Vers le milieu des années 1980, le marbre devient son centre d'intérêt. Il photographie désormais les volumes architecturaux, les colonnes, statues et pièces de musée.
Ses œuvres sont exposées aux Rencontres d'Arles, au musée Nicéphore-Niépce de Chalon-sur-Saône et au musée du Louvre
Ses photos de sa « période théâtrale » figurent notamment dans les collections du Museum of Modern Art, du Metropolitan Museum of Art de New York et au Guggenheim Museum ainsi que près d'autres importantes institutions internationales : Lincoln Center Public Library, Texas University d'Austin, Fondation Italienne pour la Photographie de Turin, Bibliothèque nationale de Paris, Musée Carnavalet. Il a accordé en 2019 au musée des Beaux-arts de Nancy une donation de 120 tirages retraçant son parcours artistique depuis 1970. Vasco Ascolini est représenté par la galerie Vrais Rêves, Lyon, France.

## Expositions
- 1983 : Musée Nicéphore-Niépce, Chalon-sur-Saône
- 1985 : Lincoln Centre Public Library, New York.
- 1991 : exposition personnelle à Arles
- 1992 : L'idée métaphysique , Reggio d'Émilie
- 1996 : Met la photographie au Musée, Musées Civiques de Reggio d'Émilie (exposition collective organisée par Massimo Mussini)
- 1998 : Noir lumière, Salon-de-Provence
- 2000 : D'après l’Antique, Le Louvre, Paris
- 2002-2003 : Le secret de la ville, avec des textes de Jacques Le Goff et Pierre Sorlin, Mantoue
- 2003 : Une incertaine Folie, Salle du Conclave, Lille
- 2004 : Invitation du Ministère de la Culture égyptien, Le Caire avec une exposition anthologique soignée par A. Gioé.
- 2004 : exposition à l’Université de Lyon,
- 2004 :  Galerie Vrais Rêves, Lyon
- 2016 : Il Maestro Galerie Vrais Rêves, Lyon. Édition d'un catalogue.

## Distinction
- Chevalier de l'ordre des Arts et des Lettres (2000)
- Grande Médaille de la Cité d'Arles.

### La ligne critique
La marque distinctive du style de Vasco Ascolini est le « noir et le sombre » avec un peu de blanc dans une image qui est rigoureusement en noir et blanc basée sur le contraste de tons et dans le refus de l'emploi de la couleur.
Dans sa photographie de théâtre marquée par les noirs contrastés il a une forte prédilection pour la danse et pour la mime, la « période des marbres » est marquée par l'absence de la figure humaine.